# Iredalula
Iredalula is een geslacht van weekdieren uit de klasse van de Gastropoda (slakken).

## Soorten
- Iredalula alticincta (Murdoch & Suter, 1906)
- Iredalula groschi Fraussen & Monsecour, 2007
- Iredalula striata (Hutton, 1873)
- Iredalula venusta Powell, 1934